# موتزانیچا
موتزانیچا (به ایتالیایی: Mozzanica) یک کومونه در ایتالیا است که در استان برگامو واقع شده‌است. موتزانیچا ۹٫۳۳ کیلومتر مربع مساحت و ۴٬۶۱۹ نفر جمعیت دارد و ۱۰۲ متر بالاتر از سطح دریا واقع شده‌است.